# آمارا اسی
آمارا اسی (انگلیسی: Amara Essy; ۲۰ دسامبر ۱۹۴۴ – ۸ آوریل ۲۰۲۵) وکیل، دیپلمات و سیاستمدار اهل ساحل عاج بود. او از نزدیکان فلیکس هوفویت-بوینی رئیس‌جمهور پیشین ساحل عاج به‌شمار می‌رفت و بین سال‌های ۱۹۹۰ تا ۲۰۰۰ وزیر امور خارجه این کشور بود. در همین دوره، ریاست چهل‌ و نهمین نشست مجمع عمومی سازمان ملل متحد را از سپتامبر ۱۹۹۴ تا سپتامبر ۱۹۹۵ بر عهده داشت. وی در ژوئیه ۲۰۰۲ که پست کمیسیون اتحادیه آفریقا ایجاد شد ریاست آن را برعهده گرفت.

## دوران اولیه زندگی و تحصیل
اسی در ۲۰ دسامبر ۱۹۴۴در بواکه، ساحل عاج به دنیا آمد. وی مدرک لیسانس حقوق عمومی و دیپلم تحصیلات عالی را در رشته حقوق عمومی اخذ نمود. وی همچنین دارای مدرک دیپلم از بنیاد کارنگی برای صلح بین‌المللی در سوئیس بود.

## درگذشت
اسی در ۸ آوریل ۲۰۲۵ در خانه خود در آبیجان در سن ۸۰ سالگی درگذشت. بنابر ارزیابی نیوز سنترال اسی «به عنوان یک دولتمرد کهنه کار که به شکل‌گیری تعامل دیپلماتیک ساحل عاج با جهان کمک کرد و میراث ماندگاری در دیپلماسی آفریقا از خود بر جای گذاشت، به یاد می‌ماند.»